# UWA World Tag Team Championship
L'UWA World Tag Team Championship (Campeonato Mundial en Parejas del UWA in lingua spagnola) è un titolo appartenuto della federazione messicana Universal Wrestling Association e che in seguito è stato utilizzato in federazioni messicane e giapponesi. 

Il campionato è riservato alla divisione tag team ed è attivo dal 1982.

## Storia
Originariamente promosso dalla Universal Wrestling Association fino all'anno della sua chiusura (1995) fu in seguito ripreso in Messico verso l'anno duemila per esserne disputato fino al 2004. 

Dal 2008 al 2013 venne utilizzato in Giappone dalle federazioni Pro Wrestling El Dorado ~ The Next DOOR Project, Kohaku Wrestling Wars e da Michinoku Pro Wrestling. 

Dal 2014 il titolo è ancora in uso nella federazione Kaientai Dojo.

## Albo d'oro
| Lottatore                                              | Regni | Data             | Luogo              | Note |
| ------------------------------------------------------ | ----- | ---------------- | ------------------ | --- |
| Riki Choshu e Gran Hamada                              | 1     | 1º agosto 1982   | Naucalpan, Messico | Sconfissero Baby Face ed El Canek. |
| Vacante                                                |       | 1985             |                    | |
| Los Brazos (Brazo de Oro & Brazo de Plata)             | 1     | 10 marzo 1991    | Tokyo, Giappone    | Sconfisser Perro Aguayo e Gran Hamada. |
| Perro Aguayo e Gran Hamada (2)                         | 1     | 13 giugno 1991   | Tokyo              | |
| Vacante                                                |       | 19 gennaio 1992  |                    | Perro Aguayo passò alla federazione Consejo Mundial de Lucha Libre (CMLL). |
| Gran Hamada (3) e Kendo                                | 1     | 19 gennaio 1992  | Tokyo              | Sconfissero Los Brazos. |
| Los Cowboys / Los Effectivos (Silver King e El Texano) | 1     | 19 gennaio 1992  | Tokyo              | Match combattuto nello stesso avvenimento del precedente. |
| The Can-Am Connection (Doug Furnas e Dan Kroffat)      | 1     | 28 giugno 1992   | Naucalpan          | |
| Los Villanos (Villano IV e Villano V)                  | 1     | 8 novembre 1992  | Naucalpan          | |
| The Can-Am Connection (Doug Furnas e Dan Kroffat)      | 2     | 7 marzo 1993     | Naucalpan          | |
| Los Villanos (Villano IV e Villano V)                  | 2     | Aprile 1993      | Messico            | |
| Abbandonato                                            |       | 1995             |                    | UWA chiuse nel 1995 ed il titolo fu abbandonato. |
| Il titolo viene riutilizzato in Messico                |       |                  |                    | |
| Los Rayos Tapatío (Rayo Tapatio I e Rayo Tapatio II)   |       | 2000             |                    | Los Rayos Tapatío detenevano il titolo Distrito Federal Tag Team Championship e difesero il titolo poiché "Los Vollanos" non lo difendevano più. Non ci sono conferme che abbiano posseduto le cinture originali. |
| Los Villanos (Villano IV e Villano V)                  | 2     | 2004             |                    | Ripresero a difendere il titolo tra il 2000 ed il 2004 non per conto di una federazione ma per un campionato personale.                                                                                           |
| Emilio Charles Jr. e Scorpio Jr.                       | 1     | 7 aprile 2004    | Acapulco           | |
| Los Villanos (Villano IV e Villano V)                  | 3     | 14 aprile 2004   | Acapulco           | [ 4 ] |
| Abbandonato                                            |       | 26 ottobre 2006  | Pachuca            | [ 5 ] |
| Il titolo viene riutilizzato in Giappone               |       |                  |                    | |
| Mazada e Nosawa                                        | 1     | 2008             |                    | Si proclamarono campioni dichiarando di aver sconfitto Los Rayos Tapatío già nel 2000, di seguito il titolo diventò di proprietà della federazione El Dorado Wrestling.                                           |
| Kagetora e Kota Ibushi                                 | 1     | 26 marzo 2008    | Tokyo              | |
| Vacante                                                |       | 2008             |                    | |
| Speed of Sounds (Tsutomu Oosugi e Hercules Oosenga)    | 1     | 25 novembre 2008 | Tokyo              | Sconfissero Jumping Kid Okimoto e Kagetora |
| The Brahman Brothers (Brahman Kei e Brahman Shu)       | 1     | 3 dicembre 2008  | Tokyo              | |
| Speed of Sounds (Tsutomu Oosugi e Hercules Oosenga)    | 2     | 14 aprile 2010   | Tokyo              | |
| Masamune e Minoru Fujita                               | 1     | 22 dicembre 2010 | Tokyo              | |
| Speed of Sounds (Tsutomu Oosugi e Hercules Oosenga)    | 3     | 1º dicembre 2011 | Tokyo              | |
| Ikuto Hidaka e Menso-re Oyaji                          | 1     | 29 novembre 2012 | Tokyo              | |
| Speed of Sounds (Tsutomu Oosugi e Hercules Oosenga)    | 4     | 15 luglio 2013   | Osaka              | |
| Hiroki e Yasu Urano                                    | 1     | 5 febbraio 2014  | Tokyo              | |
| Hiroshi Fukuda e Men's Teioh                           | 1     | 27 aprile 2014   | Yokohama           | |
| Fuma e Isami Kodaka                                    | 1     | 31 agosto 2014   | Tokyo              | |
| Masato Shibata e Shuji Ishikawa                        | 1     | 24 gennaio 2015  | Yokohama           | |
| The Brahman Brothers (Brahman Kei e Brahman Shu)       | 2     | 17 giugno 2015   | Tokyo              | |
| Ikuto Hidaka (2) e Minoru Fujita (2)                   | 1     | 10 giugno 2016   | Tokyo              | Disputarono anche il titolo Tohoku Tag Team Championship. |